# Władimir Archipow
Władimir Michajłowicz Archipow (ros. Владимир Михайлович Архипов, ur. 1 czerwca 1933 w Czełkarze w obwodzie aktiubińskim, zm. 27 października 2004 w Moskwie) – radziecki generał armii (1988).

## Życiorys
W latach 1975–1979 był dowódcą 20 Gwardyjskiej Armii Ogólnowojskowej, w latach 1979-1983 szefem sztabu - pierwszym zastępcą dowódcy i członkiem Rady Wojskowej Środkowoazjatyckiego Okręgu Wojskowego, 1983-1985 - dowódcą Zakaukaskiego Okręgu Wojskowego, 1985-1988 dowódcą Moskiewskiego Okręgu Wojskowego, 1988-1991 - zastępcą ministra obrony ZSRR - szefem Logistyki Sił Zbrojnych ZSRR. 1986-1990 członek KC KPZR (członek partii od 1957).
W 2002 był pośród 20 generałów, którzy podpisali apel do prezydenta Rosji z postulatem powrotu do socjalizmu.

## Odznaczenia
- Order Rewolucji Październikowej
- Order Czerwonego Sztandaru
- Order Czerwonej Gwiazdy
- Order „Za służbę Ojczyźnie w Siłach Zbrojnych ZSRR” III klasy

I medale.
Pochowany na moskiewskim Cmentarzu Nowodziewiczym.